# ایان استوری-مور
ایان استوری-مور (به انگلیسی: Ian Storey-Moore) بازیکن فوتبال زادهٔ ۱۷ ژوئیه ۱۹۴۵ اهل انگلستان بود که سابقهٔ بازی در تیم ملی فوتبال انگلستان را در کارنامهٔ خود دارد. وی در تاریخ ۱۴ ژانویه ۱۹۷۰ تنها بازی ملی خود را در مقابل تیم ملی فوتبال هلند انجام داد.